# Giorgio Vasari
Giorgio Vasari (Arezzo, 30 de juliol de 1511 - Florència, 27 de juny de 1574) va ser un arquitecte, pintor i escriptor italià.
Cèlebre sobretot per les seues biografies d'artistes italians, col·lecció de mètodes, anècdotes, rumors i llegendes recollides al llibre Le Vite de' più eccellenti pittori, scultori, ed architettori (traducció del títol: Vida dels millors arquitectes, pintors i escultors italians) (1542-1550; segona edició ampliada l'any 1568) i que ha esdevingut una font primordial per al coneixement de la història de l'art italià.

## Aprenentatge
Molt aviat esdevingué alumne de Guillaume de Marcillat –destacat pintor de vitralls amb taller a Arezzo–, a qui va ser recomanat pel seu parent, el pintor Luca Signorelli. Als setze anys, el cardenal Silvio Passerini el va enviar a estudiar a Florència, on va freqüentar l'estudi de l'escultor Baccio Bandinelli i va alternar amb el cercle d'Andrea del Sarto i dels seus alumnes Rosso Fiorentino i Jacopo Pontormo. També a Florència va conèixer Miquel Àngel poc abans del seu trasllat a Roma, a qui va reverenciar tota la vida i l'estil del qual va influir molt en la seua pròpia pintura.
L'any 1529, va visitar Roma i va estudiar les obres de Rafael i d'altres artistes romans de la generació anterior. Va treballar regularment per a diversos patrons de la família Mèdici a Florència i Roma, i treballà també a Nàpols, Arezzo, Pisa, Bolonya i Mòdena.

## Fama

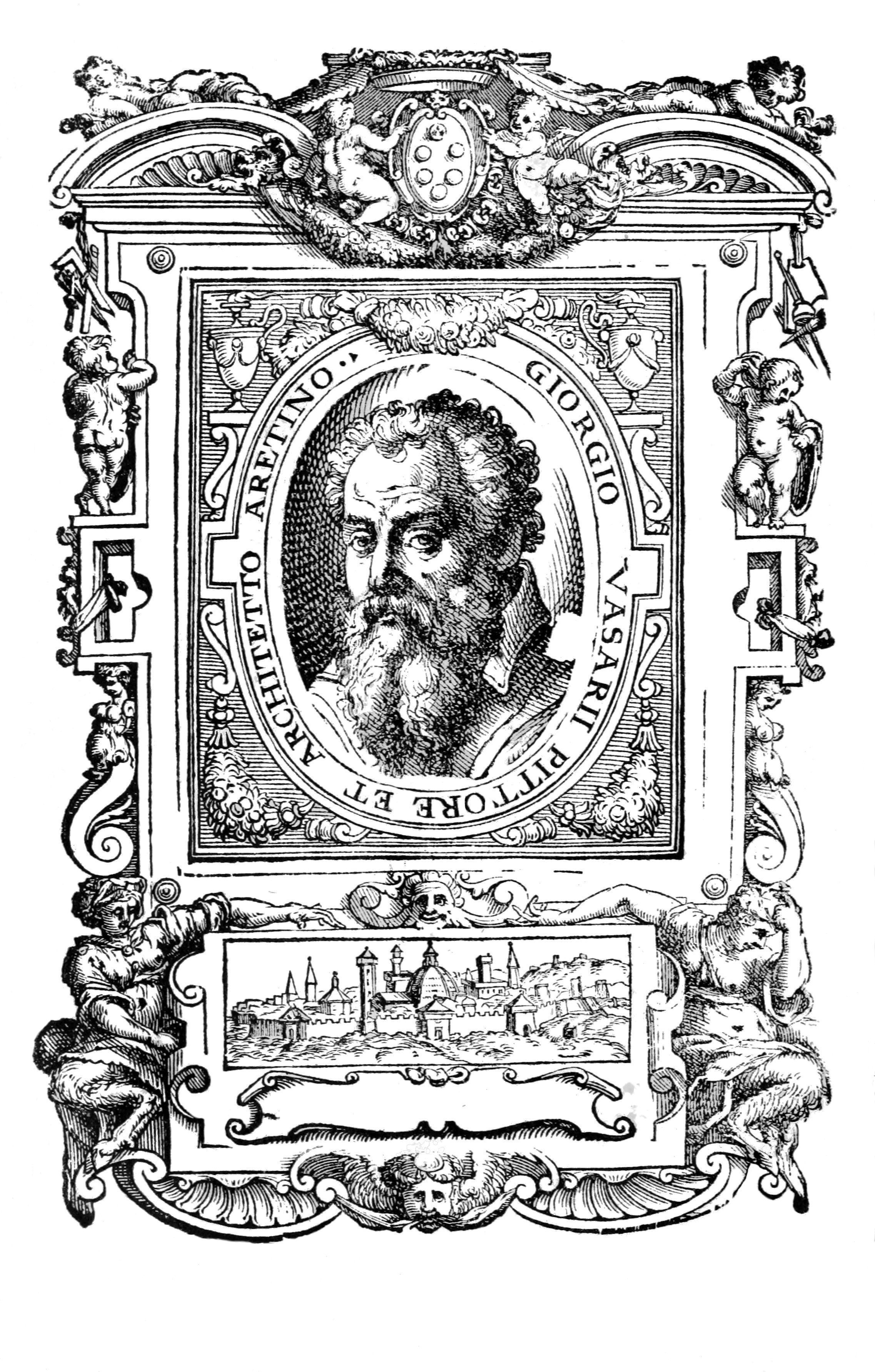
Giorgio Vasari

Vasari va gaudir d'una alta reputació durant tota la seva vida i va aconseguir fer una considerable fortuna. També va gaudir de la consideració dels seus paisans d'Arezzo, ciutat dependent de Florència, on l'any 1547 es va acabar de construir una bella casa –actualment un museu dedicat a la seva memòria–, a la decoració de la qual va dedicar un gran esforç. Va ser nomenat representant del consell municipal de la seva ciutat natal i finalment va ostentar el càrrec suprem de gonfaloniero. També fou col·leccionista de dibuixos, que en alguns casos li van servir per a formular els judicis artístics que va recollir en les seves Vides.
El manierisme de Vasari va ser més admirat durant la seva vida que després. Cal dir que Vasari era en certa manera un romàntic, lúcid i entusiasta davant el nou paper que estava exercint en l'art el moviment realista en què participava, i que en certa manera era rupturista amb el passat.

## Obra arquitectònica
Com a arquitecte, la seva obra principal va ser el palau dels Uffizi, a Florència, edifici d'un classicisme simètric i molt elegant. També va ser autor del llarg passadís que connecta els Uffizi amb el palau Pitti a través del ponte Vecchio, l'any 1559. Dissortadament, va intervenir de manera desmesurada, fins a espatlar-les, en les esglésies medievals de Santa Maria Novella i Santa Croce, en les quals no va respectar el cor i el rerecor, en remodelar-les al gust manierista de l'època.
A Roma, va col·laborar en la construcció de la vil·la del papa Juli III, vil·la Giulia, iniciada el 1552, amb Giacomo Barozzi da Vignola i Bartolomeo Ammanati. Diversos edificis de Pistoia van ser dissenyats per ell.

## Obra pictòrica
Va començar els frescos de la cúpula de la catedral de Florència, que no va completar. Se li deuen els frescos del gran saló del palau de la Cancelleria, a Roma, i especialment alguns dels frescos decoratius del Palazzo Vecchio a Florència. L'any 1563, va fundar l'Accademia del Disegno a Florència, sota la protecció de Cosme I, amb Miquel Àngel com a cap de la institució i trenta-sis artistes escollits com a membres.

## Le Vite
Com a primer historiador de l'art italià, va ser iniciador del gènere de les enciclopèdies de biografies artístiques, que encara avui continua. Vasari va encunyar el terme Renaixement (rinascita), conscient del continu renàixer en els arts des dels temps d'Alberti.
Le Vite de' più eccellenti pittori, scultori, e architettori va ser publicada l'any 1550, dedicada al duc Cosme I de Mèdici. Posteriorment, seria parcialment ampliada i reescrita (1568), amb l'afegit de gravats de retrats d'artistes —alguns d'aquests inventats. El llibre comença amb un pròleg tècnic sobre arquitectura, escultura i pintura, agrupades sota la denominació d'«arts del dibuix» i hi inclou un tractat informatiu i valuós sobre les tècniques emprades en els arts. Continua amb una introducció sobre l'origen de les arts des dels pobles antics fins a l'edat mitjana (com a decadència de l'art) i presenta el Renaixement com l'etapa de renovació.
Va utilitzar com a documentació tant els escrits sobre art anteriors a la seua obra, com les notes, els records sobre artistes antics i tot el material que havia recollit en els seus viatges a través d'Itàlia.
Les seves biografies estan farcides d'anècdotes, moltes de les quals tenen l'esperit i l'aparença de la veritat; tot i que d'altres semblen massa bones com per a ser certes. Algunes d'aquestes són pura ficció, com el conte del jove Giotto que pintava una mosca a la superfície d'una pintura de Cimabue, la qual el vell mestre intentava espantar nombroses vegades; famós conte que probablement es basa en una anècdota que es contava del pintor grec Apel·les de Colofó. Amb poques excepcions, el judici estètic de Vasari és perspicaç i imparcial. La concepció renaixentista de la història com a relat dels individus i les seues obres, dota les seues biografies d'un toc humà i dramàtic, mentre que les obres d'art s'analitzen com a expressió absoluta d'un temperament o d'un pensament, com a resultat de l'impuls que porta tot artista a crear art.
Vasari no investigava als arxius per a trobar les dates exactes, com farien els moderns historiadors d'art, i naturalment les seues biografies són més segures per als artistes de la seua pròpia generació i de la precedent. La crítica moderna –amb tots els nous materials descoberts per la investigació– ha corregit bona part de les seues dates i atribucions tradicionals. El resultat de tot plegat ha estat la tendència a subestimar l'exactitud de Vasari.
Tanmateix, l'obra continua sent un clàssic. Vasari va escriure una petita autobiografia al final de les Vides, i va afegir notícies de si mateix i de la seua família en les vides de Lazzaro Vasari i Francesco Salviati.

## Galeria

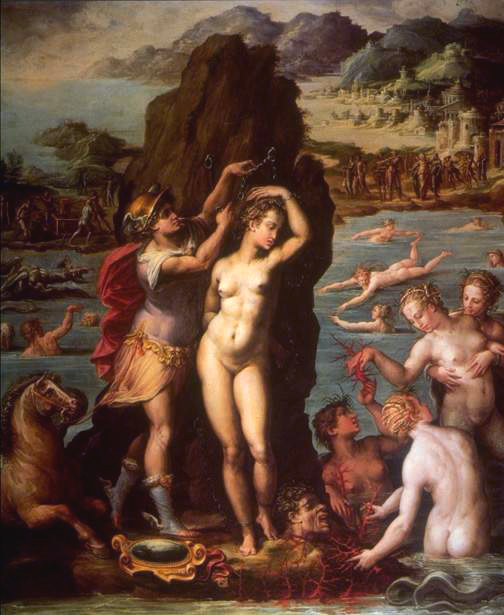
Perseu i Andròmeda, 1570, oli sobre fusta, Palazzo Vecchio, Florència
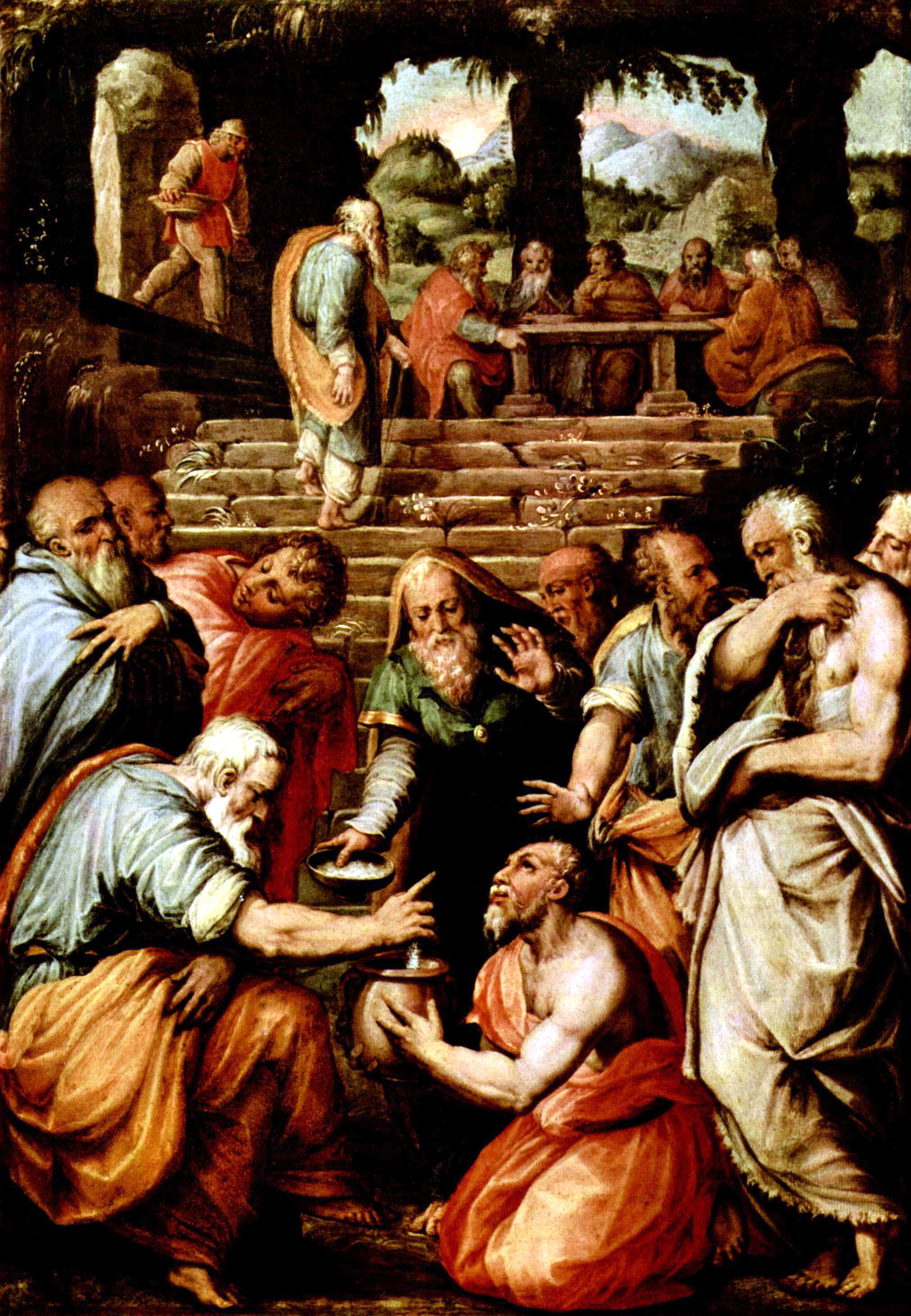
El profeta Elies, c. 1566, Oli sobre llenç, Galleria degli Uffizi, Florència
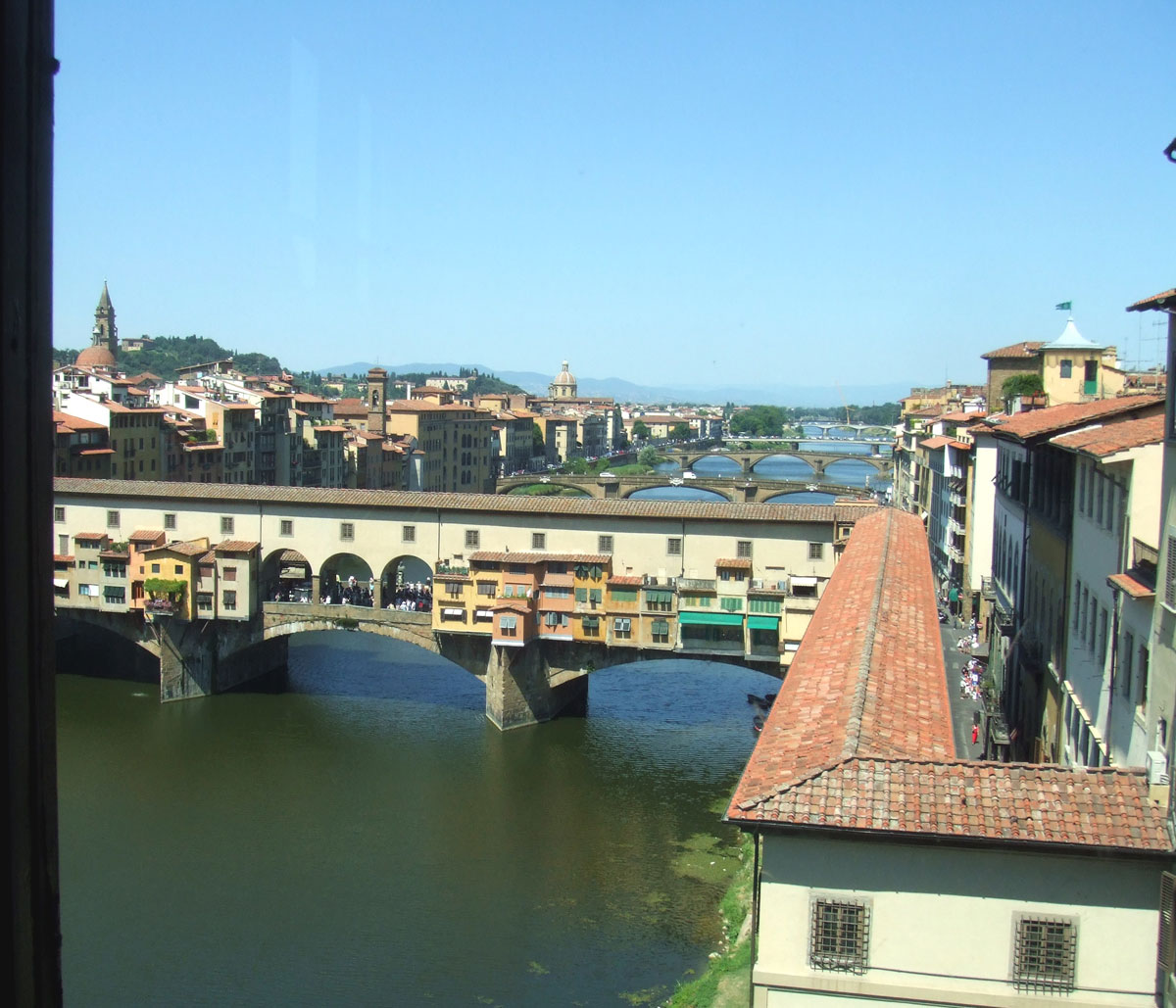
Passadís de Vasari sobre el riu Arno, a Florència